# Sand (Bühl)

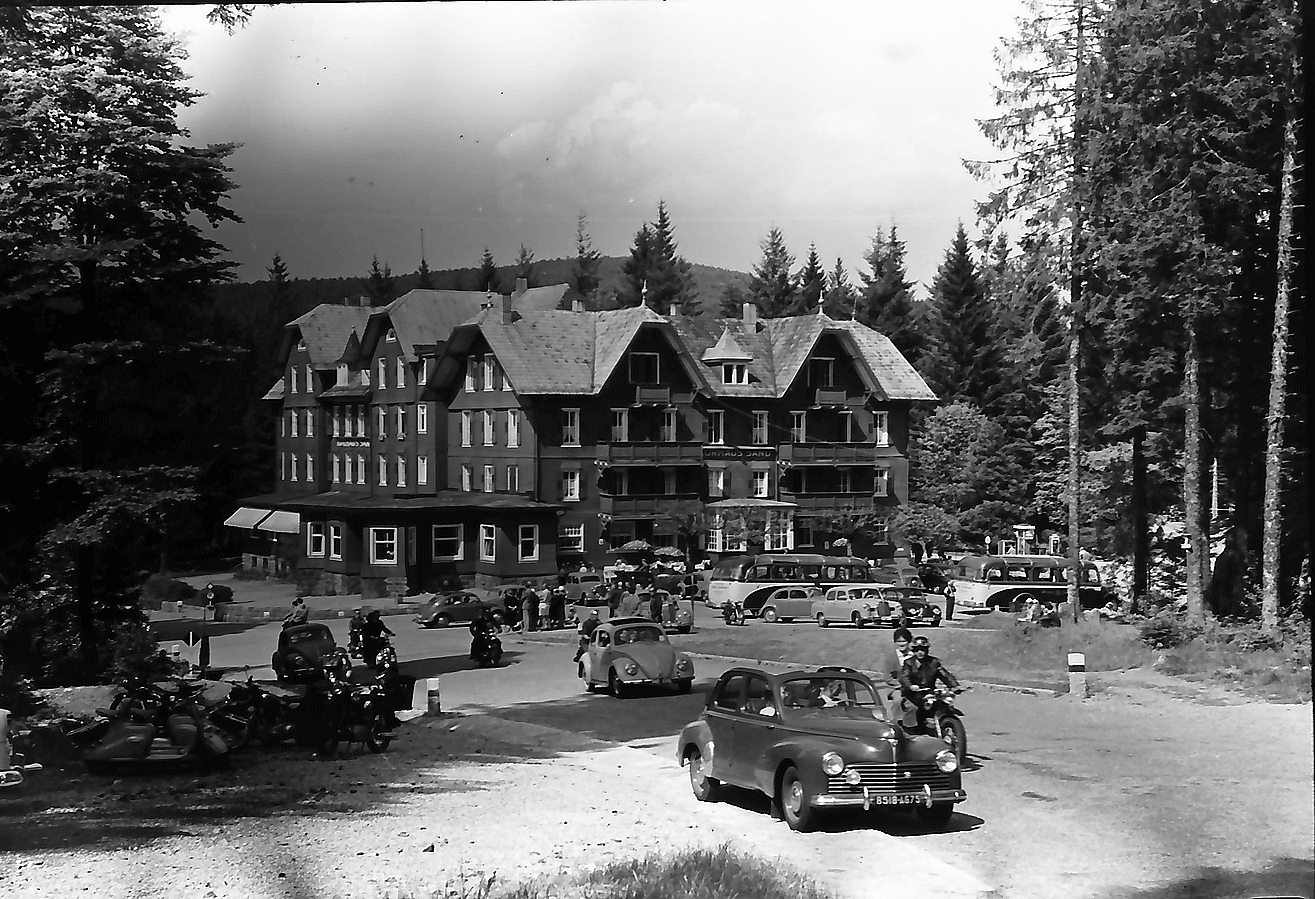
Das ehemalige Kurhaus Sand an der Schwarzwaldhochstraße im Jahr 1954

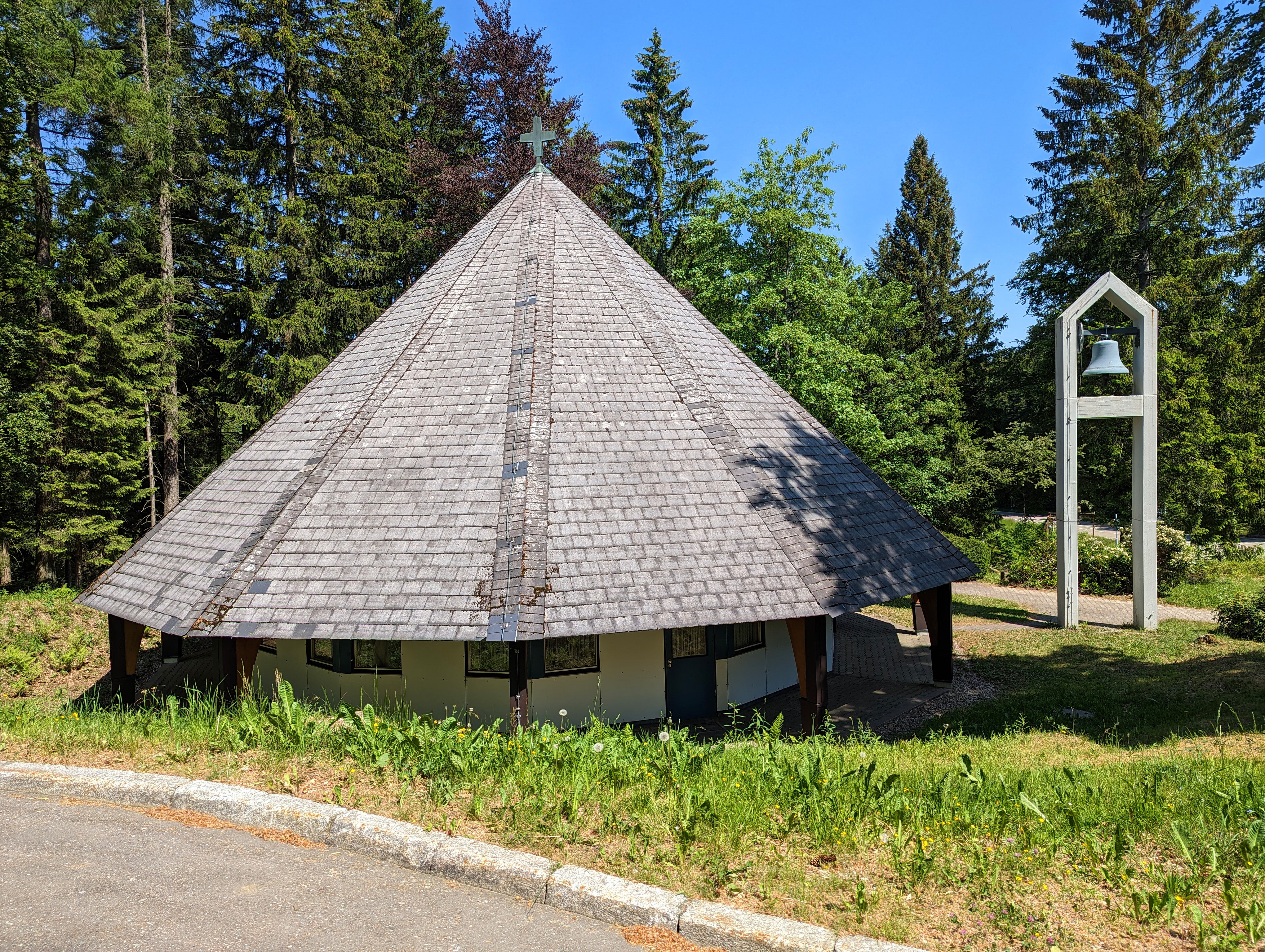
Kapelle „Zum Guten Hirten“

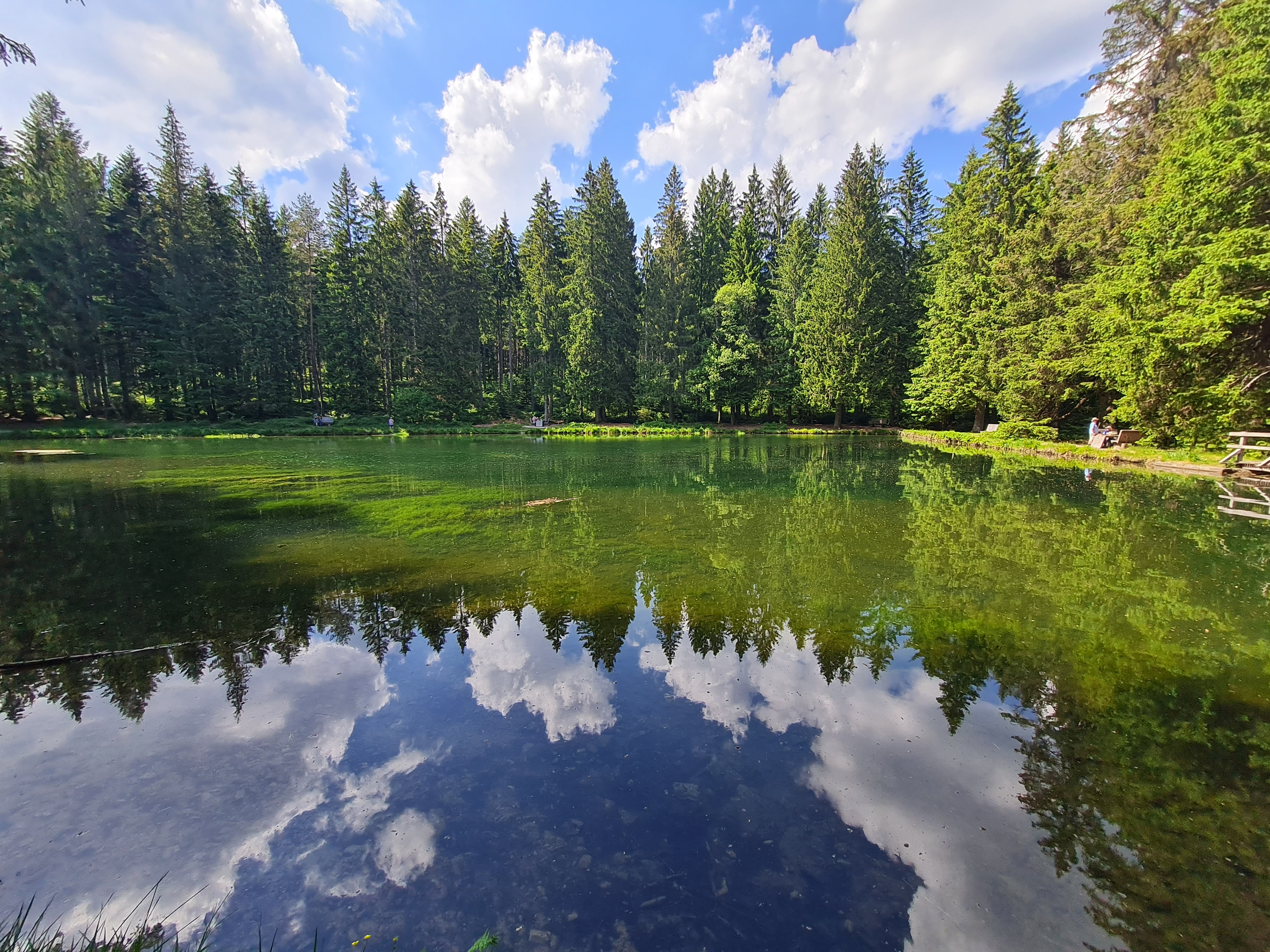
Sandsee

Der Sand ist eine zur Stadt Bühl gehörende Häusergruppe an der Schwarzwaldhochstraße (Bundesstraße 500) unterhalb des Mehliskopfes. Sie liegt im Nordschwarzwald auf einer Höhe von 824 m ü. NHN.
Hier mündet die Landesstraße L 83 – aus den beiden Richtungen Bühl/Bühlertal und Murgtal/Schwarzenbachtalsperre kommend – in die Schwarzwaldhochstraße. Durch den Weiler führt auch der Westweg. An der Straßenkreuzung steht das ehemalige Kurhaus Sand, eine Kapelle und ein Bismarck-Denkmal. Im Wald östlich des Sands liegt der kleine, für die Flößerei aufgestaute Sandsee. Es gibt in der unmittelbaren Umgebung drei Skilifte mit dazugehörigen Abfahrten. Zwei Schlepplifte befinden sich am Mehliskopf, ein kleinerer am Abhang in Richtung Bühlertal ist außer Betrieb.
Drei Kilometer östlich befindet sich die Badener Höhe, sieben Kilometer Luftlinie südlich liegt der höchste Berg des Nordschwarzwaldes, die Hornisgrinde.
Der Name Sand rührt vom sandigen Buntsandsteinboden her.

## Geschichte
Um 1845 entstand auf dem Sand eine Schutzhütte für Waldarbeiter und Fuhrpersonal, zu der später ein Schankbetrieb hinzukam. Die Hütte wurde 1874 zum Gasthaus umgebaut. Durch die steigende Zahl von Gästen konnte das Gebäude vergrößert und zu einem Kurhaus ausgebaut werden. Die Einweihung erfolgte 1891 in Anwesenheit von Großherzog Friedrich von Baden, der daneben auch den nach ihm benannten Aussichtsturm auf der Badener Höhe einweihte.
Um 1920 wurde eine Tankstelle neben dem Kurhaus eingerichtet. 1930 nahm auf dem Sand ein Postamt den Betrieb auf, 1936 folgte die Einrichtung eines Polizeipostens. Alle drei Einrichtungen sind mittlerweile nicht mehr in Betrieb. Eine auf dem Sand ansässige Vermittlungsstelle der Telekom ist auch für Herrenwies, Hundseck, Plättig/Bühlerhöhe und Unterstmatt zuständig; diese Orte im Höhengebiet entlang der Schwarzwaldhochstraße haben die gemeinsame Vorwahl 07226.
150 Meter hinter dem Kurhaus entstand 1949 im Wald die Bergwaldhütte als Erholungsheim für Kinder und später für Polizisten. 1965 wurde die Kapelle „Zum Guten Hirten“ erbaut. Nach wie vor bewirtschaftet und für alle Gäste geöffnet ist lediglich die Bergwaldhütte.

## Anfahrt
Die überregionale Anfahrt auf den Sand erfolgt über die Autobahn A 5 bis Bühl und dann über Bühlertal zur Schwarzwaldhochstraße (B 500). Aus Richtung Freudenstadt führt der Weg über die B 500 oder alternativ über die B 462, wobei letztere die etwas schnellere aber nicht ganz so sehenswerte Strecke darstellt.
Der Sand ist auch mit den Buslinien 245 Baden-Baden–Mummelsee und 263 Bühl–Forbach innerhalb des Karlsruher Verkehrsverbunds zu erreichen.